# Періжок Вадим Русланович
Вади́м Русла́нович Пері́жок (14.06.1998—7.12.2022) — капрал поліції, помічник чергового СРПП Уманського райуправління поліції Черкаської області. Учасник російсько-української війни. Нагороджений орденом «За мужність» III ступеня (посмертно).

## Життєпис
Народився 14 червня 1998 року в місті Черкаси.
Закінчив факультет інженерно-педагогічної освіти Уманського державного педагогічного університету імені Павла Тичини.
Учасник АТО та ООС. З початком вторгнення Росії в Україну екіпаж Періжка ліквідовував техніку росіян.
Разом із поліцейськими Черкаської області ніс службу у складі зведеного загону на Херсонщині. Керівником зведеного загону був начальник Головного управління Національної поліції України в Черкаській області — Михайло Куратченко. Загинув 7 грудня 2022 року під час виконання службових обов'язків — група потрапила у мінну пастку окупантів, яка привела в дію закопаний фугас, виготовлений із боєприпасів до крупнокаліберної артилерії. У результаті загинуло шестеро поліцейських.
Поховали 9 грудня в с. Теолин Уманського району на Черкащині.

## Нагороди
- Орден «За мужність» III ступеня (8.12.2022) (посмертно) — за собисту мужність і самовідданість, виявлені у захисті державного суверенітету та територіальної цілісності України, сумлінне та бездоганне виконання службового обов'язку[4].